# Ochrotrichia cavitectum
Ochrotrichia cavitectum är en nattsländeart som beskrevs av Lazar Botosaneanu 1998. Ochrotrichia cavitectum ingår i släktet Ochrotrichia och familjen smånattsländor. Inga underarter finns listade i Catalogue of Life.